# Thiền vu
Thiền vu (tiếng Hung Nô: sanok / tsanak; theo Hán thư, nghĩa là thiên tử) là tước hiệu của các lãnh đạo tối cao của dân du mục ở Trung Á trong 8 thế kỷ, bắt đầu từ thời kỳ nhà Chu (1045–256 TCN) và thay thế nó sau đó là tước hiệu "khả hãn"" được người Nhu Nhiên sử dụng vào năm 402 CN. Tước hiệu này được thị tộc Luyên Đê của người Hung Nô sử dụng dưới thời nhà Tần (221-206 TCN) và nhà Hán (206 TCN–220 CN).

## Từ nguyên
| 單于姓攣鞮氏，其國稱之曰「撐犁孤塗單于」。匈奴謂天為「撐犁」，謂子為「孤塗」，單于者，廣大之貌也，[...] | Thiền vu họ Luyên Đê, trong nước gọi là "Sanh Lê Cô Đồ Thiền Vu". Hung Nô gọi trời là "Sanh Lê" '"`UNIQ--nowiki-00000008-QINU`"'Tengri], gọi con trai là "Cô Đồ", còn Thiền vu tức là bề ngoài quảng đại, [...]                           |
| —Hán thư, quyển 94 thượng                                                                               | —Tạm dịch nghĩa tiếng Việt |

L. Rogers và Edwin G. Pulleyblank cho rằng danh hiệu thiền vu có thể có liên hệ nào đó với danh hiệu tarkhan đã được chứng thực về sau, chỉ ra rằng cách phát âm cổ của 單于 có lẽ gần giống như *dān-ĥwāĥ và do vậy là lối đọc trại của *darxan. Nhà ngôn ngữ học Alexander Vovin cho rằng từ này nguyên gốc Enisei. Cũng theo ông, cụm chữ Hán giả tá 撐犁孤塗單于 (phát âm tiếng Hán thượng cổ: *treng-ri kwa-la dar-ɢwā) cấu thành từ bốn căn tố lần lượt là: *tɨŋgVr- "cao", *kwala- "con trai, con", *tɨl "hạ lưu sông Enisei" hoặc "phía bắc", và *qʌ̄j ~ *χʌ̄j "vua"; cả cụm dịch thành "Con trai của Trời, Vua phương Bắc".

## Danh sách thiền vu
Hệ thống kế vị giữa các thiền vu được Joseph Fletcher gọi là huyết thống tanistry, theo dó người nam giới gần nhất sẽ kế thừa chức vị thiền vu từ người tiền vị. Trong lịch sử từng có 60 thiền vu.
Danh sách sau gồm 63 thiền vu
| Thiền vu Đế quốc Hung Nô                                                            | Thiền vu Đế quốc Hung Nô                                       | Thiền vu Đế quốc Hung Nô                           | Thiền vu Đế quốc Hung Nô      | Thiền vu Đế quốc Hung Nô | Thiền vu Đế quốc Hung Nô                                                            |
|                                                                                     | Hiệu thiền vu                                                  | Tên                                                | Thời gian tại vị              | Số năm tại vị            | Ghi chú                                                                             |
| ----------------------------------------------------------------------------------- | -------------------------------------------------------------- | -------------------------------------------------- | ----------------------------- | ------------------------ | ----------------------------------------------------------------------------------- |
| 1                                                                                   | Đầu Mạn (頭曼)                                                 | Đầu Man                                            | ？ - 209 TCN                  |                          |                                                                                     |
| 2                                                                                   | Mặc Đốn thiền vu (冒頓單于)                                    | Mặc Đốn                                            | 209 TCN - 174 TCN             | 36 năm                   | Con Đầu Mạn                                                                         |
| 3                                                                                   | Lão Thượng thiền vu (老上單于)                                 | Kê Chúc (稽粥)                                     | 174 TCN - 161 TCN             | 14 năm                   | Con Mặc Đốn                                                                         |
| 4                                                                                   | Quân Thần thiền vu (軍臣單于)                                  |                                                    | 161 TCN - 126 TCN             | 36 năm                   | Con Lão Thượng                                                                      |
| 5                                                                                   | Y Trĩ Tà thiền vu (伊稚斜單于)                                 | Y Trĩ Tà                                           | 126 TCN - 114 TCN             | 13 năm                   | Tả Cốc Lễ vương, Đệ Quân Thần,                                                      |
|                                                                                     | (Tự lập)                                                       |                                                    | 119 TCN                       | Không đủ 1 tháng         | Hữu Cốc Lễ vương                                                                    |
| 6                                                                                   | Ô Duy thiền vu (烏維單于)                                      | Ô Duy                                              | 114 TCN - 105 TCN             | 10 năm                   | Con của Y Trĩ Tà                                                                    |
| 7                                                                                   | Nhi thiền vu (兒單于)                                          | Ô Sư Lư (烏師廬)                                   | 104 TCN - 102 TCN             | 3 năm                    | Con Ô Suy                                                                           |
| 8                                                                                   | Ha Lê Hồ thiền vu (呴犁湖單于)                                 | Ha Lê Hồ                                           | 102 TCN - 101 TCN             | 2 năm                    | Hữu Hiền Vương, Chú ruột Nhi thiền vu, em Ô Duy                                     |
| 9                                                                                   | Tả Đê Hầu thiền vu (且鞮侯單于)                                | Thả Đê Hầu                                         | 101 TCN - 96 TCN              | 6 năm                    | Tả đại đô úy, em Hà Lê Hồ                                                           |
| 10                                                                                  | Hồ Lộc Cô thiền vu (狐鹿姑單于)                                | Hồ Lộc Cô                                          | 96 TCN - 85 TCN               | 12 năm                   | Tả Hiền vương, con Tả Đê Hầu                                                        |
| 11                                                                                  | Hồ Diễn Đê thiền vu (壺衍鞮單于)                               | Hồ Diễn Đê                                         | 85 TCN - 68 TCN               | 18 năm                   | Tả Cốc Lễ vương, con Hồ Lộc Cô                                                      |
| 12                                                                                  | Hư Lư Quyền Cừ thiền vu (虛閭權渠單于)                         | Hư Lư Quyền Cừ                                     | 68 TCN - 60 TCN               | 9 năm                    | Tả Hiền vương, em Hồ Diễn Đê                                                        |
| 13                                                                                  | Ác Diễn Cù Đề thiền vu (握衍朐提單于)                          | Đồ Kỳ Đường                                        | 60 TCN - 58 TCN               | 3 năm                    | Hữu Hiền vương, Cháu (tôn) Ô Duy thiền vu                                           |
| Ngũ thiền vu tịnh lập                                                               |                                                                |                                                    |                               |                          |                                                                                     |
|                                                                                     | Hiệu thiền vu                                                  | Tên                                                | Thời gian tại vị              | Số năm tại vị            | Ghi chú                                                                             |
| 14                                                                                  | Hô Hàn Da thiền vu (呼韓邪單于)                                | Kê Hầu ? (狦)                                      | 58 TCN - 31 TCN               | 28 năm                   | Con trai Hư Lư Quyền Cừ thiền vu                                                    |
|                                                                                     | Đồ Kì thiền vu (屠耆單于) hoặc Hiền thiền vu (賢單于)          | Bác Tư Đường (薄胥堂)                              | 58 TCN - 56 TCN               | 3 năm                    | Nhật Trục vương, tranh lập, anh họ Ác Diễn Cù Đề thiền vu                           |
|                                                                                     | Hô Yết thiền vu (呼揭單于)                                     |                                                    | 57 TCN                        | 1 năm                    | Hô Yết vương, tranh lập                                                             |
|                                                                                     | Xa Lê thiền vu (車犁單于)                                      |                                                    | 57 TCN - 56 TCN               | 2 năm                    | Hữu Áo Kiện vương, tranh lập                                                        |
|                                                                                     | Ô Tịch thiền vu (烏籍單于)                                     |                                                    | 57 TCN (lần 1) 56 TCN (lần 2) | 1 năm                    | Ô Tịch dô úy, tranh lập                                                             |
|                                                                                     | Nhuận Chấn thiền vu (閏振單于)                                 |                                                    | 56 TCN - 54 TCN               | 3 năm                    | Hưu Tuần vương, em họ Đồ Kì thiền vu, tranh lập ở phía Tây                          |
| Thiền vu Tây Hung Nô                                                                |                                                                |                                                    |                               |                          |                                                                                     |
|                                                                                     | Hiệu thiền vu                                                  | Tên                                                | Thời gian tại vị              | Số năm tại vị            | Ghi chú                                                                             |
|                                                                                     | Chất Chi Cốt Đô Hầu thiền vu (郅支骨都侯單于)                  | Hô Đồ Ngô Tư (呼屠吾斯)                            | 56 TCN - 36 TCN               | 21 năm                   | Tả Hiền vương, anh Hô Hàn Da thiền vu                                               |
| Thiền vu Đông Hung Nô                                                               |                                                                |                                                    |                               |                          |                                                                                     |
|                                                                                     | Hiệu thiền vu                                                  | Tên                                                | Thời gian tại vị              | Số năm tại vị            | Ghi chú                                                                             |
| 14                                                                                  | Hô Hàn Da thiền vu (呼韓邪單于)                                | Kê Hầu ? (狦)                                      | 58 TCN - 31 TCN               | 28 năm                   | Con Hư Lư Quyền Cừ thiền vu                                                         |
|                                                                                     | Y Lợi Mục thiền vu (伊利目單于)                                |                                                    | 49                            | 1 năm                    | Em Đô Kì thiền vu, tự lập                                                           |
| Thiền vu Hung Nô thời tái thống nhất                                                |                                                                |                                                    |                               |                          |                                                                                     |
|                                                                                     | Hiệu thiền vu                                                  | Tên                                                | Thời gian tại vị              | Số năm tại vị            | Ghi chú                                                                             |
| 15                                                                                  | Phục Chu Luy Nhược Đê thiền vu (復株累若鞮單于)                | Điêu Đào Mạc Cao (雕陶莫皐)                        | 31 TCN - 20 TCN               | 12 năm                   | Con Hô Hàn Da thiền vu                                                              |
| 16                                                                                  | Sưu Hài Nhược Đê thiền vu (搜諧若鞮單于)                       | Thả Mi Tư (且麋胥)                                 | 20 TCN - 12 TCN               | 9 năm                    | Tả Hiền vương, em Phục Chu Luy thiền vu                                             |
| 17                                                                                  | Xa Nha Nhược Đê thiền vu (車牙若鞮單于)                        | Thả Mạc Xa (且莫車)                                | 12 TCN - 8 TCN                | 5 năm                    | Tả Hiền vương, em Sưu Hài Nhược Đê thiền vu                                         |
| 18                                                                                  | Ô Châu Lưu Nhược Đê thiền vu (烏珠留若鞮單于)                  | Nang Tri Nha Tư (囊知牙斯), sau cải thành Tri (知) | 8 TCN- 13 CN                  | 21 năm                   | Tả Hiền vương, em Xa Nha thiền vu                                                   |
| 19                                                                                  | Ô Luy Nhược Đê thiền vu (烏累若鞮單于)                         | Hàm (咸)                                           | 13 - 18                       | 6 năm                    | Ư Túc Trí Chi hầu, em Ô Châu Lưu thiền vu                                           |
| 20                                                                                  | Hô Đô Nhi Thi Đạo Cao Nhược Đê thiền vu (呼都而尸道皋若鞮單于) | Dư (輿)                                            | 18 - 46                       | 29 năm                   | Tả Hiền vương, em Ô Luy thiền vu                                                    |
| 21                                                                                  | Ô Đạt Đê Hầu thiền vu (烏達鞮侯單于)                           | Ô Đạt Đê Hầu                                       | 46                            | 1 năm                    | Con Hô Đô thiền vu                                                                  |
| 22                                                                                  | Bồ Nô thiền vu (蒲奴單于)                                      | Bồ Nô                                              | 46 - ？                       |                          | Em Hô Đô thiền vu Thiền vu Bắc Hung Nô                                              |
| 23                                                                                  | Hải Lạc Thi Trục Đê thiền vu (醢落尸逐鞮單于)                  | Bỉ (比)                                            | 48 - 56                       | 9 năm                    | Cháu (tôn) Hô Hàn Da thiền vu, con Ô Châu Lưu thiền vu, tự lập Thiền vu Nam Hung Nô |
| Sau dó Hung Nô phân thành Nam và Bắc Hung Nô                                        |                                                                |                                                    |                               |                          |                                                                                     |
| Vương Mãng lập làm thiền vu Hung Nô                                                 |                                                                |                                                    |                               |                          |                                                                                     |
|                                                                                     | Hiệu thiền vu                                                  | Tên                                                | Thời gian tại vị              | Số năm tại vị            | Ghi chú                                                                             |
|                                                                                     | Hiếu thiền vu (孝單于)                                         | Hàm (咸)                                           | 11                            | Không đủ 1 năm           | Em Ô Châu Lưu thiền vu                                                              |
|                                                                                     | Thuận thiền vu (順單于)                                        | Trợ (助)                                           | 11                            | Không đủ 1 năm           | Con Ô Luy thiền vu                                                                  |
|                                                                                     | Thuận thiền vu (順單于)                                        | Đăng (登)                                          | 11 - 12                       | 2 năm                    | Em Thuận thiền vu Trợ                                                               |
|                                                                                     | Tu Bốc thiền vu (須卜單于)                                     | Tu Bốc Đương (須卜當)                              | 18 - 21                       | 4 năm                    | Hữu Cốt Đô hầu                                                                      |
| Thiền vu Bắc Hung Nô                                                                |                                                                |                                                    |                               |                          |                                                                                     |
|                                                                                     | Hiệu thiền vu                                                  | Tên                                                | Thời gian tại vị              | Số năm tại vị            | Ghi chú                                                                             |
| 1                                                                                   | Bồ Nô thiền vu (蒲奴單于)                                      | Bồ Nô                                              | 46 - ？                       |                          | Em trai Hô Đô thiền vu                                                              |
| 2                                                                                   | Ưu Lưu thiền vu (優留單于)                                     | Ưu Lưu                                             | ？ - 87                       |                          |                                                                                     |
| 3                                                                                   | Bắc thiền vu (không rõ danh hiệu)                              |                                                    | 88 - ？                       |                          | Hữu Hiền vương, Anh khác mẹ của Ưu Lưu                                              |
|                                                                                     | Ư Trừ Kiện thiền vu (於除鞬單于)                               | Ư Trừ Kiện                                         | 91 - 93                       | 3 năm                    | Hữu Cốc Lễ vương, em Bắc thiền vu, tự lập                                           |
| Các đời thiền vu không rõ                                                           |                                                                |                                                    |                               |                          |                                                                                     |
|                                                                                     | Phùng Hầu thiền vu (逢侯單于)                                  | Phùng Hầu                                          | 94 - 118                      | 25 năm                   | Con trai của Đồn Đồ Hà, thiền vu Nam Hung Nô                                        |
| Thiền vu Nam Hung Nô                                                                |                                                                |                                                    |                               |                          |                                                                                     |
|                                                                                     | Hiệu thiền vu                                                  | Tên                                                | Thời gian tại vị              | Số năm tại vị            | Ghi chú                                                                             |
| 1                                                                                   | Hải Lạc Thi Trục Đê thiền vu (醢落尸逐鞮單于)                  | Bỉ (比)                                            | 48 - 56                       | 9 năm                    | Cháu (tôn) Hồ Hàn Da thiền vu, con Ô Châu Lưu thiền vu                              |
|                                                                                     | Úc Kiện Tả Hiền Vương thiền vu (薁鞬左賢王單于)                |                                                    | 50                            | Không đủ 1 tháng         | Úc Kiện Tả Hiền vương, em của thiền vu Bắc Hung Nô là Bồ Nô                         |
| 2                                                                                   | Khâu Phù Vưu Đê thiền vu (丘浮尤鞮單于)                        | Mạc (莫)                                           | 56 - 57                       | 2 năm                    | Em Hải Lạc Thi                                                                      |
| 3                                                                                   | Y Phạt Vu Lự Đê thiền vu (伊伐於慮鞮單于)                      | Hán (漢)                                           | 57 - 59                       | 3 năm                    | Em Khâu Phù Vưu                                                                     |
| 4                                                                                   | Hải Đồng Thi Trục Hầu Đê thiền vu (醢童尸逐侯鞮單于)           | Thích (適)                                         | 59 - 63                       | 5 năm                    | Con Hải Lạc Thi                                                                     |
| 5                                                                                   | Khâu Trừ Xa Lâm Đê thiền vu (丘除車林鞮單于)                   | Tô (蘇)                                            | 63                            | 1 năm                    | Con Khâu Phù Vưu                                                                    |
| 6                                                                                   | Hồ Tà Thi Trục Hầu Đê thiền vu (湖斜尸逐侯鞮單于)              | Trường (長)                                        | 63 - 85                       | 23 năm                   | Em Hải Đồng Thi                                                                     |
| 7                                                                                   | Y Đồ Vu Lư Đê thiền vu (伊屠於閭鞮單于)                        | Tuyên (宣)                                         | 85 - 88                       | 4 năm                    | Con Y Phạt Vu                                                                       |
| 8                                                                                   | Hưu Lan Thi Trục Hầu Đê thiền vu (休蘭尸逐侯鞮單于)            | Truân Đồ Hà (屯屠何)                               | 88 - 93                       | 6 năm                    | Em Hồ Tà Thi                                                                        |
| 9                                                                                   | An Quốc thiền vu (安國單于)                                    | An Quốc                                            | 93 - 94                       | 2 năm                    | Em Y Đồ Vu                                                                          |
| 10                                                                                  | Đình Độc Thi Trục Hầu Đê thiền vu (亭獨尸逐侯鞮單于)           | Sư Tử (師子)                                       | 94 - 98                       | 5 năm                    | Con Hồ Tà Thi                                                                       |
| 11                                                                                  | Vạn Thị Thi Trục Hầu Đê thiền vu (萬氏尸逐侯鞮單于)            | Đàn (檀)                                           | 98 - 124                      | 27 năm                   | Con Hồ Tà Thi                                                                       |
| 12                                                                                  | Ô Kê Hầu Thi Trục Đê thiền vu (烏稽侯尸逐鞮單于)               | Bạt (拔)                                           | 124 - 128                     | 5 năm                    | Em Vạn Thị Thi                                                                      |
| 13                                                                                  | Khứ Đặc Nhược Thi Trục Tựu thiền vu (去特若尸逐就單于)         | Hưu Lợi (休利)                                     | 128 - 140                     | 13 năm                   | Em Ô Kê Hầu                                                                         |
| Hưu Lợi tự sát, Nam đình trống (140 - 143)                                          |                                                                |                                                    |                               |                          |                                                                                     |
|                                                                                     | Xa Nữu thiền vu (車鈕單于)                                     | Xa Nữu                                             | 140 - 143                     | 4 năm                    | Câu Long vương, Ngô Tư và những người khác ủng hộ                                   |
| 14                                                                                  | Hô Lan Nhược Thi Trục Tựu thiền vu (呼蘭若尸逐就單于)          | Đâu Lâu Trữ (兜樓儲)                               | 143 - 147                     | 5 năm                    | Thủ Nghĩa vương                                                                     |
| 15                                                                                  | Y Lăng Thi Trục Tựu thiền vu (伊陵尸逐就單于)                  | Cư Xa Nhi (居車兒)                                 | 147 - 172                     | 26 năm                   |                                                                                     |
| 16                                                                                  | Đồ Đặc Nhược Thi Trục Tựu thiền vu (屠特若尸逐就單于)          |                                                    | 172 - 178                     | 7 năm                    | Con Y Lăng Thi                                                                      |
| 17                                                                                  | Hô Trưng thiền vu (呼徵單于)                                   | Hô Trưng                                           | 178 - 179                     | 2 năm                    | Con Đồ Đặc Nhược                                                                    |
| 18                                                                                  |                                                                | Khương Cừ (羌渠)                                   | 179 - 188                     | 10 năm                   | Hữu Hiền vương                                                                      |
|                                                                                     | Tu Bốc Cốt Đô Hầu thiền vu (須卜骨都侯單于)                    |                                                    | 188 - 189                     | 2 năm                    | Tộc nhân lập nên                                                                    |
| Sau khi Tu Bốc mất, Nam đình hư vị, các tù trưởng thị tộc chủ trì chính sự Nam đình |                                                                |                                                    |                               |                          |                                                                                     |
| 19                                                                                  | Trì Chí Thi Trục Hầu thiền vu (持至尸逐侯單于)                 | Ư Phù La (於夫羅)                                  | 188 - 195                     | 8 năm                    | Con Khương Cừ                                                                       |
| 20                                                                                  | Tu Bặc Cốt Đô Hầu (須卜骨都侯單于)                             | Hô Trù Tuyền (呼廚泉)                              | 195 - 216                     | 22 năm                   | Em trai Ư Phu La                                                                    |
| Tào Tháo cầm giữ, thiền vu Nam Hung Nô chấm dứt                                     |                                                                |                                                    |                               |                          |                                                                                     |
|                                                                                     | Tả bộ suất                                                     | Lưu Báo (劉豹)                                     |                               |                          | Con Ư Phu La                                                                        |
|                                                                                     | Bắc thiền vu (sau tự xưng Đại thiền vu)                        | Lưu Uyên (劉淵)                                    | 304                           |                          | Con Lưu Báo                                                                         |
| Thiền vu Hung Nô Tây Tấn                                                            |                                                                |                                                    |                               |                          |                                                                                     |
|                                                                                     | Hiệu thiền vu                                                  | Tên                                                | Thời gian tại vị              | Số năm tại vị            | Ghi chú                                                                             |
|                                                                                     |                                                                | Hạ Lại Đầu (賀賴頭)                                | ？ - 357                      | ？                       | ？                                                                                  |